# Ivan Clementi
Ivan Clementi (Montegiorgio, 18 gennaio 1975) è un pilota motociclistico italiano ritiratosi dall'attività agonostica, campione europeo della classe 250 nel 1999.

## Carriera

### Gli inizi
Per buona parte della sua carriera è stato legato al Campetella Racing, team anch'esso marchigiano, con cui ha ottenuto la prima affermazione importante conquistando il titolo del campionato Nazionale Sport Production nel 1995. L'anno successivo iniziano anche le sue partecipazioni al campionato Europeo Velocità in classe 125 su una Aprilia con cui conclude al 39º posto.
Dal 1997 cambia classe passando in 250 e restandovi anche le due stagioni ulteriori: nel primo anno ottiene il 10º posto, nel 1998 arriva 6º e al terzo tentativo ottiene il titolo continentale. Per quanto riguarda le competizioni del motomondiale ha esordito nel 1998, nella classe 250 con una Yamaha, prendendo il via in 4 occasioni e concludendo al 28º posto in classifica. Corre due Gran Premi nel 1999 con un'Aprilia, senza ottenere punti.

### Motomondiale
Nel motomondiale 2000 ha gareggiato di nuovo con il team che l'aveva seguito all'inizio e, dopo 15 partenze nei singoli gran premi, ha ottenuto 17 punti giungendo 21º nella classifica stagionale. Nel 2001 si sposta nel campionato mondiale Supersport alla guida di una Yamaha YZF R6 del team GiMotor Sport. La sua prima stagione in questo campionato non è positiva, infatti non marca punti per la classifica mondiale nelle 10 gare in calendario. Nella stessa stagione disputa il Gran Premio di Monza nel campionato italiano Supersport chiudendo al quinto posto. 

### Mondiale Superbike
Nel 2002 continua nei campionati per derivate dalla serie, trasferendosi però nel mondiale Superbike con una Kawasaki ZX-7RR del team Kawasaki Bertocchi. In questa annata riesce a totalizzare 11 punti, posizionandosi trentunesimo nella classifica piloti. Confermato nello stesso campionato con la stessa squadra e la stessa moto anche nel 2003, riesce a migliorare i riscontri della stagione passata, racimolando 76 punti arriva in quattordicesima posizione nel mondiale.
Nel 2004 è per il terzo anno nel mondiale Superbike con il team Kawasaki Bertocchi ma il nuovo regolamento consente di schierare la più potente Kawasaki ZX-10. Termina dodicesimo in graduatoria mondiale con 85 punti, risultando il miglior pilota dotato di moto Kawasaki; nella stessa stagione e con la stessa motocicletta è quinto nel campionato italiano conquistando un podio nella gara inaugurale. Prosegue nella classe regina dei campionati per derivate dalla serie anche il 2005, iniziando la stagione sempre con il team Kawasaki Bertocchi, salvo trasferirsi dopo quattro prove nel team Pedercini con la Ducati 999RS. Non riesce a ribadire i progressi del campionato precedente, fermandosi al ventesimo posto della classifica iridata con soli 26 punti.
Nel 2006 rimane con il team Pedercini ancora nel mondiale Superbike con la 999 RS. Anche in questo caso è protagonista di un campionato modesto, ottenendo la ventiquattresima piazza con 10 punti. Ritorna a competere nel mondiale Supersport nel 2008 con la Triumph 675 del team Triumph Italia BE1 Racing. Protagonista ancora una volta di una stagione interlocutoria, realizza 28 punti che lo collocano diciassettesimo nella classifica generale.

### Campionato Italiano
Nel 2009 rientra a disputare corse in ambito nazionaleː col Grifo's Team by Emmebi in sella ad una Honda CBR1000RR, ottiene una pole position ed un podio classificandosi settimo nel campionato italiano Superbike. Nel 2010 gareggia nuovamente nel campionato italiano velocità passando alla categoria Supersport 600 con una Honda CBR600RR. Ottiene un podio in occasione della quarta gara stagionale, chiudendo decimo con 36 punti la classifica piloti. Nel 2011 è nuovamente pilota titolare nel campionato italiano, nella classe Stock 1000 con una BMW S1000RR del team Asia Competition con cui si piazza secondo in classifica. Nel 2012, sempre con BMW, passa alla classe Superbike chiudendo nuovamente secondo in classifica. Nel 2013 disputa le prime gare stagionali nel mondiale Superbike con una BMW del team HTM Racing conquistando diciotto punti. Nella stessa stagione partecipa, in qualità di pilota sostitutivo, al Gran Premio di Gran Bretagna con una Kawasaki ZX-6R del Team Go Eleven concludendo al ventiseiesimo posto. Nel 2014 torna nel Campionato Italiano Velocità, classe Superbike dove, con un'Aprilia, conclude la stagione al tredicesimo posto. Nel 2015 rimane nel CIV, passando però alla classe Supersport dove disputa l'intera stagione con il team Phoenix Racing Suzuki terminando al quattordicesimo posto. Nel biennio 2016-2017 disputa solo alcune gare del campionato italiano, tra Superbike e Supersport, raccogliendo qualche punto.

## Risultati in gara

### Motomondiale
| 1998 | Classe | Moto   |  |  |  |  |  |    |    |     |     |  |  |  |  |  |  |  | Punti | Pos. |
| ---- | ------ | ------ |  |  |  |  |  | -- | -- | --- | --- |  |  |  |  |  |  |  | ----- | ---- |
| 1998 | 250    | Yamaha |  |  |  |  |  | 11 | 14 | Rit | Rit |  |  |  |  |  |  |  | 7     | 28º  |

| 1999 | Classe | Moto    |  |  |  |  |     |  |  |  |  |  |     |  |  |  |  |  | Punti | Pos. |
| ---- | ------ | ------- |  |  |  |  | --- |  |  |  |  |  | --- |  |  |  |  |  | ----- | ---- |
| 1999 | 250    | Aprilia |  |  |  |  | Rit |  |  |  |  |  | Rit |  |  |  |  |  | 0     |      |

| 2000 | Classe | Moto    |     |     |     |     |    |    |     |    |     |    |    |   |    |    |    |    | Punti | Pos. |
| ---- | ------ | ------- | --- | --- | --- | --- | -- | -- | --- | -- | --- | -- | -- | - | -- | -- | -- | -- | ----- | ---- |
| 2000 | 250    | Aprilia | Rit | Rit | Rit | Rit | 19 | 10 | Rit | 23 | Rit | 16 | 17 | 8 | 21 | 13 | NP | 16 | 17    | 21º  |

| Legenda | 1º posto        | 2º posto            | 3º posto            | A punti      | Senza punti        | Grassetto – Pole position Corsivo – Giro più veloce |
| Legenda | Gara non valida | Non qual./Non part. | Ritirato/Non class. | Squalificato | '-' Dato non disp. | Grassetto – Pole position Corsivo – Giro più veloce |

### Campionato mondiale Supersport
| 2001 | Moto   |    |    |    |    |    |     |     |    |    |    |    |  |  |  | Punti | Pos. |
| ---- | ------ | -- | -- | -- | -- | -- | --- | --- | -- | -- | -- | -- |  |  |  | ----- | ---- |
| 2001 | Yamaha | 21 | 18 | 18 | 17 | 21 | Rit | Rit | 20 | NP | 22 | 20 |  |  |  | 0     |      |

| 2008 | Moto    |    |    |     |    |    |     |   |    |    |    |    |    |    |  | Punti | Pos. |
| ---- | ------- | -- | -- | --- | -- | -- | --- | - | -- | -- | -- | -- | -- | -- |  | ----- | ---- |
| 2008 | Triumph | 12 | 11 | Rit | 14 | 21 | Rit | 9 | 13 | NP | 18 | 11 | 14 | 21 |  | 28    | 17º  |

| 2013 | Moto     |  |  |  |  |  |  |  |  |    |  |  |  |  |  | Punti | Pos. |
| ---- | -------- |  |  |  |  |  |  |  |  | -- |  |  |  |  |  | ----- | ---- |
| 2013 | Kawasaki |  |  |  |  |  |  |  |  | 26 |  |  |  |  |  | 0     |      |

| Legenda | 1º posto        | 2º posto            | 3º posto           | A punti      | Senza punti        | Grassetto – Pole position Corsivo – Giro più veloce |
| Legenda | Gara non valida | Non qual./Non part. | Ritirato/Non class | Squalificato | '-' Dato non disp. | Grassetto – Pole position Corsivo – Giro più veloce |

### Campionato mondiale Superbike
| 2002 | Moto     |    |    |     |    |    |    |    |    |    |    |     |    |    |     |    |     |     |    |     |    |     |    |     |    |    |    |  |  | Punti | Pos. |
| ---- | -------- | -- | -- | --- | -- | -- | -- | -- | -- | -- | -- | --- | -- | -- | --- | -- | --- | --- | -- | --- | -- | --- | -- | --- | -- | -- | -- |  |  | ----- | ---- |
| 2002 | Kawasaki | 18 | 13 | Rit | 15 | NQ | NQ | 18 | 19 | 17 | 14 | Rit | 18 | 18 | Rit | 17 | Rit | Rit | 21 | Rit | 21 | Rit | 13 | Rit | 14 | 18 | 16 |  |  | 11    | 31º  |

| 2003 | Moto     |    |    |    |    |     |   |     |     |     |    |    |    |    |    |     |     |    |    |   |   |   |     |     |   |  |  |  |  | Punti | Pos. |
| ---- | -------- | -- | -- | -- | -- | --- | - | --- | --- | --- | -- | -- | -- | -- | -- | --- | --- | -- | -- | - | - | - | --- | --- | - |  |  |  |  | ----- | ---- |
| 2003 | Kawasaki | 11 | 14 | 11 | 11 | Rit | 8 | Rit | Rit | Rit | 13 | 14 | 16 | 10 | 13 | Rit | Rit | 13 | 13 | 8 | 7 | 9 | Rit | Rit | 9 |  |  |  |  | 76    | 14º  |

| 2004 | Moto     |     |    |    |   |    |     |    |    |    |   |    |    |     |    |    |    |     |   |    |   |     |     |  |  |  |  |  |  | Punti | Pos. |
| ---- | -------- | --- | -- | -- | - | -- | --- | -- | -- | -- | - | -- | -- | --- | -- | -- | -- | --- | - | -- | - | --- | --- |  |  |  |  |  |  | ----- | ---- |
| 2004 | Kawasaki | Rit | 14 | 11 | 9 | 12 | Rit | 11 | 10 | 11 | 9 | 10 | 10 | Rit | 10 | 14 | 11 | Rit | 9 | 11 | 9 | Rit | Rit |  |  |  |  |  |  | 85    | 12º  |

| 2005 | Moto              |     |     |    |     |    |    |    |    |     |    |    |     |     |    |    |     |    |     |     |     |     |    |    |     |  |  |  |  | Punti | Pos. |
| ---- | ----------------- | --- | --- | -- | --- | -- | -- | -- | -- | --- | -- | -- | --- | --- | -- | -- | --- | -- | --- | --- | --- | --- | -- | -- | --- |  |  |  |  | ----- | ---- |
| 2005 | Kawasaki e Ducati | Rit | Rit | 13 | Rit | 11 | 13 | 15 | 15 | Rit | 12 | 15 | Rit | Rit | 13 | 19 | Rit | 11 | Rit | Rit | Rit | Rit | AN | 17 | Rit |  |  |  |  | 26    | 20º  |

| 2006 | Moto   |     |    |    |    |     |     |    |     |     |     |    |    |    |     |    |     |    |    |     |    |    |     |     |     |  |  |  |  | Punti | Pos. |
| ---- | ------ | --- | -- | -- | -- | --- | --- | -- | --- | --- | --- | -- | -- | -- | --- | -- | --- | -- | -- | --- | -- | -- | --- | --- | --- |  |  |  |  | ----- | ---- |
| 2006 | Ducati | Rit | 19 | 19 | 17 | Rit | Rit | 15 | Rit | Rit | Rit | 17 | 20 | 15 | Rit | 21 | Rit | 11 | 16 | Rit | 18 | 13 | Rit | Rit | Rit |  |  |  |  | 10    | 24º  |

| 2013 | Moto |    |     |    |    |    |    |  |  |  |  |    |    |  |  |  |  |  |  |  |  |  |  |  |  |  |  |  |  | Punti | Pos. |
| ---- | ---- | -- | --- | -- | -- | -- | -- |  |  |  |  | -- | -- |  |  |  |  |  |  |  |  |  |  |  |  |  |  |  |  | ----- | ---- |
| 2013 | BMW  | 12 | Rit | 13 | 14 | 14 | 13 |  |  |  |  | 12 | 16 |  |  |  |  |  |  |  |  |  |  |  |  |  |  |  |  | 18    | 22º  |

| Legenda | 1º posto        | 2º posto            | 3º posto           | A punti      | Senza punti        | Grassetto – Pole position Corsivo – Giro più veloce |
| Legenda | Gara non valida | Non qual./Non part. | Ritirato/Non class | Squalificato | '-' Dato non disp. | Grassetto – Pole position Corsivo – Giro più veloce |